# Yakine Saïd M'Madi
Yakine Saïd M'Madi (Marsiglia, 11 marzo 2004) è un calciatore comoriano con cittadinanza francese, difensore dell'Olympique Marsiglia 2 e della nazionale comoriana.

## Caratteristiche tecniche
È un difensore centrale.

## Carriera

### Club
Said M'Madi è cresciuto nel settore giovanile dell'Olympique Marsiglia ed ha firmato il suo primo contratto professionistico il 17 aprile 2023.

### Nazionale
Il 22 settembre 2022 ha debuttato con la nazionale comoriana nell'incontro amichevole perso 1-0 contro la Tunisia.

## Statistiche

### Presenze e reti nei club
Statistiche aggiornate al 15 novembre 2024.
| Stagione        | Squadra               | Campionato      | Campionato | Campionato | Coppe nazionali | Coppe nazionali | Coppe nazionali | Coppe continentali | Coppe continentali | Coppe continentali | Altre coppe | Altre coppe | Altre coppe | Totale | Totale | Totale |
| Stagione        | Squadra               | Comp            | Pres       | Reti       | Comp            | Pres            | Reti            | Comp               | Pres               | Reti               | Comp        | Pres        | Reti        | Pres   | Reti   |        |
| --------------- | --------------------- | --------------- | ---------- | ---------- | --------------- | --------------- | --------------- | ------------------ | ------------------ | ------------------ | ----------- | ----------- | ----------- | ------ | ------ | ------ |
| 2021-2022       | Olympique Marsiglia 2 | N2              | 16         | 1          | -               | -               | -               | -                  | -                  | -                  | -           | -           | -           | 16     | 1      |        |
| 2022-2023       | Olympique Marsiglia 2 | N3              | 16         | 2          | -               | -               | -               | -                  | -                  | -                  | -           | -           | -           | 16     | 2      |        |
| 2023-2024       | Olympique Marsiglia 2 | N3              | 3          | 1          | -               | -               | -               | -                  | -                  | -                  | -           | -           | -           | 3      | 1      |        |
| 2024-2025       | Olympique Marsiglia 2 | N3              | 4          | 1          | -               | -               | -               | -                  | -                  | -                  | -           | -           | -           | 4      | 1      |        |
| Totale carriera | Totale carriera       | Totale carriera | 39         | 5          |                 | -               | -               |                    | -                  | -                  |             | -           | -           | 39     | 5      |        |

### Cronologia presenze e reti in nazionale
| Cronologia completa delle presenze e delle reti in nazionale ― Comore | Cronologia completa delle presenze e delle reti in nazionale ― Comore | Cronologia completa delle presenze e delle reti in nazionale ― Comore | Cronologia completa delle presenze e delle reti in nazionale ― Comore | Cronologia completa delle presenze e delle reti in nazionale ― Comore | Cronologia completa delle presenze e delle reti in nazionale ― Comore | Cronologia completa delle presenze e delle reti in nazionale ― Comore | Cronologia completa delle presenze e delle reti in nazionale ― Comore |
| Data                                                                  | Città                                                                 | In casa                                                               | Risultato                                                             | Ospiti                                                                | Competizione                                                          | Reti                                                                  | Note                                                                  |
| --------------------------------------------------------------------- | --------------------------------------------------------------------- | --------------------------------------------------------------------- | --------------------------------------------------------------------- | --------------------------------------------------------------------- | --------------------------------------------------------------------- | --------------------------------------------------------------------- | --------------------------------------------------------------------- |
| 22-9-2022                                                             | Croissy-sur-Seine                                                     | Tunisia                                                               | 1 – 0                                                                 | Comore                                                                | Amichevole                                                            | -                                                                     |                                                                       |
| 27-9-2022                                                             | Casablanca                                                            | Burkina Faso                                                          | 2 – 1                                                                 | Comore                                                                | Amichevole                                                            | -                                                                     | 36’                                                                   |
| 11-10-2024                                                            | Radès                                                                 | Tunisia                                                               | 0 – 1                                                                 | Comore                                                                | Qual. Coppa d'Africa 2025                                             | -                                                                     |                                                                       |
| 14-10-2024                                                            | Abidjan                                                               | Comore                                                                | 1 – 1                                                                 | Tunisia                                                               | Qual. Coppa d'Africa 2025                                             | -                                                                     |                                                                       |
| 18-11-2024                                                            | Al Hoceima                                                            | Comore                                                                | 1 – 0                                                                 | Madagascar                                                            | Qual. Coppa d'Africa 2025                                             | -                                                                     | 65’                                                                   |
| 25-3-2025                                                             | Berkane                                                               | Comore                                                                | 1 – 0                                                                 | Ciad                                                                  | Qual. Mondiali 2026                                                   | -                                                                     | 90+2’                                                                 |
| Totale                                                                |                                                                       | Presenze                                                              | 6                                                                     |                                                                       | Reti                                                                  | 0                                                                     |                                                                       |